# Pseudhammus alboplagiatus
Pseudhammus alboplagiatus är en skalbaggsart som beskrevs av Stefan von Breuning 1935. Pseudhammus alboplagiatus ingår i släktet Pseudhammus och familjen långhorningar. Inga underarter finns listade i Catalogue of Life.